# Igedo

Logo der Igedo Company

Igedo (heute Igedo Company GmbH & Co. KG) ist ein seit 1949 auf Modemessen spezialisierter Messeveranstalter mit Sitz in Düsseldorf. Igedo ist ein Akronym und steht für „Interessengemeinschaft Damenoberbekleidung“. Die in früheren Zeiten „Verkaufs- und Modewoche Düsseldorf“ und „Igedo Fashion Fairs“ genannte Veranstaltung war zeitweise die größte ihrer Art weltweit. Die größte von der Igedo Company veranstaltete Messe war zuletzt die „Collection Première Düsseldorf“ (CPD) mit rund 30.000 Fachbesuchern im Jahre 2009. Als neues Messeformat ging im Juli 2012 die Veranstaltung „The Gallery Düsseldorf“ im früheren Düsseldorfer Generalkonsulat der Vereinigten Staaten an den Start. 

## Geschichte

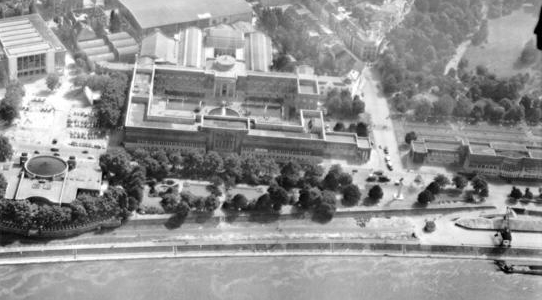
Luftbild des Igedo-Messestandortes im und am Ehrenhof in Düsseldorf, 1953

Mehrere deutsche Textilhersteller, darunter Uli Richter, schlossen sich nach dem Zweiten Weltkrieg unter dieser Bezeichnung zusammen. Als Folge der isolierten Lage Berlins verlagerten sie den Schwerpunkt ihres Schaffens nach Westdeutschland und begannen nach dem Konzept der Mustermesse mit der Durchführung von Modenschauen und Verkaufsausstellungen unter der Bezeichnung „Igedo“ in Düsseldorf.
Die Geschichte der Igedo begann im März 1949 mit einer Straßenmodenschau auf der Königsallee. Noch im selben Jahr gab es die erste Igedo-Modemesse im Ehrenhof; es war gleichzeitig die erste Mode-Fachmesse der Welt. Unter anderem durch den langjährigen Vorsitzenden und Direktor Gustav Adolf Baum, der insgesamt von 1954 bis 1981 für die Igedo tätig war, wuchs sie zum damals größten Modemarkt der Welt heran.
In der Düsseldorfer Innenstadt wurde dieses Event mitgefeiert. Die seinerzeit stark frequentierten vier Kaufhäuser und die zahlreichen Mode-Anbieter thematisierten die Igedo in ihren Schaufenstern und Abteilungen. Die Anwesenheit der zahlreichen Mannequins wurde zur Abhaltung eigener Modenschauen, auch abends auf der Kneipenmeile der Altstadt genutzt. Schon beim Verlassen des Hauptbahnhofs und am Flughafen sowie mittels Straßenbahnwerbung wurden Anreisende auf das Thema eingestimmt.
Seit 1982 wurden die Messen nicht mehr unter dem bisherigen Namen, sondern als „Collection Première Düsseldorf“ (CPD) veranstaltet. Im Jahr 2012 fand unter diesem Namen die letzte Messe auf dem Gelände der Messe Düsseldorf statt, während sich der Schwerpunkt der Ausstellungen und Bestellungen (englisch: purchase order) schon seit den 1990er Jahren in verschiedene, im Stadtgebiet Düsseldorfs verstreute, zum Teil ganzjährig betriebene Order- und Ausstellungsräume, insbesondere solche an der Kaiserswerther Straße, an der Cecilienallee und im Medienhafen, verschoben hatte. Nach einer kurzen Unterbrechung einigten sich Akteure der Modebranche darauf, die in Düsseldorf anstelle einer räumlich konzentrierten Messe nunmehr ausschließlich in verstreut liegenden Messe-, Ausstellungs- und Orderräumen veranstalteten „Ordertage“ – beginnend mit den Veranstaltungen für die Herbst-Winter-Saison 2013/14 im Februar 2013 – unter der bekannten Dachmarke „CPD“ bzw. „Collection Première Düsseldorf“ stattfinden zu lassen. Über die zweimal jährlich in Düsseldorf stattfindenden Ordertage hinaus werden von dem Unternehmen seit einigen Jahren auch Modemessen im Ausland, beispielsweise in Moskau, durchgeführt. Aus der Öffentlichkeit Düsseldorfs ist das Event allerdings verschwunden.